# Copa da Argentina de Futebol de 2019–20 – Fase Preliminar Regional
A Fase Preliminar Regional da Copa da Argentina de Futebol de 2019–20 foi disputada entre os dias 15 de janeiro até 19 de fevereiro de 2020. Um total de 26 equipes competiram nesta fase para decidir 13 das 64 vagas na fase final.
Todas as partidas seguem o horário padrão local (UTC−3).

## Calendário
| Fase                     | Fase                     | Sorteio                | Jogo(s) de ida                          | Jogo(s) de volta                        |
| ------------------------ | ------------------------ | ---------------------- | --------------------------------------- | --------------------------------------- |
| Fase Preliminar Regional | Fase Preliminar Regional | 11 de dezembro de 2019 | 15 de janeiro a 12 de fevereiro de 2020 | 19 de janeiro a 19 de fevereiro de 2020 |

## Resultados
- As chaves para esta fase foram apresentadas pelo Conselho Federal do Futebol Argentino (CFFA) em 11 de dezembro de 2019.[3]
- As partidas de ida serão disputadas de 15 de janeiro a 12 de fevereiro de 2020; e os jogos de volta ocorrerão de 19 de janeiro a 19 de fevereiro de 2020.[1]
- Em caso de empate no placar agregado, a regra do gol fora de casa será considerada e, persistindo a igualdade, a vaga será definida na disputa por pênaltis.[4]
- Os vencedores das 13 chaves avançam para a fase final do torneio.

Em itálico, os times que possuem o mando de campo no primeiro jogo do confronto e em negrito os times classificados.
| Chave | Equipe 1                    | Total       | Equipe 2                      | Ida | Volta |
| ----- | --------------------------- | ----------- | ----------------------------- | --- | ----- |
| 1     | Sarmiento (R)               | 1–2         | Chaco For Ever                | 1–1 | 0–1   |
| 2     | Desamparados                | 1–5         | Sportivo Peñarol              | 0–1 | 1–4   |
| 3     | Huracán Las Heras           | 4–1         | Deportivo Maipú               | 1–0 | 3–1   |
| 4     | Sansinena                   | 2–3         | Villa Mitre                   | 2–2 | 0–1   |
| 5     | Sol de Mayo                 | 1–7         | Deportivo Madryn              | 0–2 | 1–5   |
| 6     | Cipolletti                  | 1–1 (g.f.)  | Ferro Carril Oeste (GP)       | 0–0 | 1–1   |
| 7     | Círculo Deportivo           | 3–3 (0–3 p) | Deportivo Camioneros          | 2–1 | 1–2   |
| 8     | Defensores de Belgrano (VR) | 0–1         | Douglas Haig                  | 0–0 | 0–1   |
| 9     | Central Norte               | 3–3 (g.f.)  | Güemes (SdE)                  | 2–2 | 1–1   |
| 10    | San Martín (F)              | 1–3         | Boca Unidos                   | 1–2 | 0–1   |
| 11    | Crucero del Norte           | 4–4 (g.f.)  | Defensores de Pronunciamiento | 2–3 | 2–1   |
| 12    | Sportivo Belgrano           | 2–0         | Unión (S)                     | 1–0 | 1–0   |
| 13    | Estudiantes (SL)            | 2–3         | Sportivo Las Parejas          | 1–1 | 1–2   |

### Jogos de ida
| 15 de janeiro de 2020 | Sol de Mayo                | 0 – 2     | Deportivo Madryn | Viedma, Río Negro                          |  |
| 17:30                 | - Zúñiga 22' - Jeldrés 53' | Relatório |                  | Estádio: Sol de Mayo Árbitro: Sergio Testa |  |

| 15 de janeiro de 2020 | Círculo Deportivo           | 2 – 1     | Deportivo Camioneros | Com. Nicanor Otamendi, Buenos Aires               |  |
| 17:30                 | - Buzzini 35' - Lazaneo 50' | Relatório | - J. González 24'    | Estádio: Guillermo Trama Árbitro: Fernando Marcos |  |

| 16 de janeiro de 2020 | Central Norte         | 2 – 2     | Güemes (SdE)                    | Salta, Salta                                            |  |
| 22:00                 | - Ríos 1' - Rivas 84' | Relatório | - Romero 30' - N. Rodríguez 65' | Estádio: Padre Ernesto Martearena Árbitro: Nelson Bejas |  |

| 16 de janeiro de 2020 | Crucero del Norte                 | 2 – 3     | Defensores de Pronunciamiento   | Garupá, Misiones                                                 |  |
| 21:15                 | - Vera 29' (pen.) - Campozano 49' | Relatório | - Robles 20', 24' - Allende 85' | Estádio: Comandante Andrés Guacurarí Árbitro: Guillermo González |  |

| 18 de janeiro de 2020 | Huracán Las Heras | 1 – 0     | Deportivo Maipú | Las Heras, Mendoza                                  |  |
| 18:00                 | - Barrera 69'     | Relatório |                 | Estádio: General San Martín Árbitro: César Ceballos |  |

| 18 de janeiro de 2020 | Sansinena                       | 2 – 2     | Villa Mitre                        | General Daniel Cerri, Buenos Aires        |  |
| 17:30                 | - Guajardo 38' - Mc Coubrey 48' | Relatório | - Torres 2' - H. González 6' (pen) | Estádio: Luis Molina Árbitro: Omar Marcos |  |

| 18 de janeiro de 2020 | Estudiantes (SL) | 1 – 1     | Sportivo Las Parejas | La Punta, San Luis                                    |  |
| 20:00                 | - F. Quiroga 57' | Relatório | - Salvatierra 27'    | Estádio: Juan Gilberto Funes Árbitro: Jonathan Correa |  |

| 19 de janeiro de 2020 | Defensores de Belgrano (VR) | 0 – 0     | Douglas Haig | San Nicolás de los Arroyos, Buenos Aires                     |  |
| 20:00                 |                             | Relatório |              | Estádio: Único de San Nicolás Árbitro: Maximiliano Macheroni |  |

| 19 de janeiro de 2020 | San Martín (F) | 1 – 2     | Boca Unidos            | Formosa, Formosa                             |  |
| 17:30                 | - Leiva 61'    | Relatório | - Nuñez 6' - Fabro 57' | Estádio: 17 de Octubre Árbitro: Nelson Bejas |  |

| 19 de janeiro de 2020 | Sportivo Belgrano | 1 – 0     | Unión (S) | San Francisco, Córdoba                         |  |
| 19:00                 | - Balmaceda 60'   | Relatório |           | Estádio: Oscar C. Boero Árbitro: José Sandoval |  |

| 21 de janeiro de 2020 | Sarmiento (R) | 1 – 1     | Chaco For Ever | Resistencia, Chaco                           |  |
| 21:00                 | - López 12'   | Relatório | - Torres 89'   | Estádio: Centenario Árbitro: Fabricio Llobet |  |

| 23 de janeiro de 2020 | Cipolletti | 0 – 0     | Ferro Carril Oeste (GP) | Cipolletti, Río Negro                               |  |
| 21:30                 |            | Relatório |                         | Estádio: La Visera de Cemento Árbitro: Sergio Testa |  |

| 12 de fevereiro de 2020 | Desamparados | 0 – 1     | Sportivo Peñarol | San Juan, San Juan                              |  |
| 21:45                   |              | Relatório | - Fernández 32'  | Estádio: El Serpentario Árbitro: Carlos Gariano |  |

### Jogos de volta
| 19 de janeiro de 2020 | Deportivo Madryn                                                     | 5 – 1 (7–1 agr.) | Sol de Mayo       | Puerto Madryn, Chubut                       |  |
| 18:00                 | - Maldonado 1' - González 17' - Becerra 20' - Giménez 31', 57' (pen) | Relatório        | - Valdebenito 37' | Estádio: Abel Sastre Árbitro: Julio Luciano |  |

Deportivo Madryn venceu por 7–1 no placar agregado.
| 19 de janeiro de 2020           | Deportivo Camioneros       | 2 – 1 (3–3 agr.) (3–0 pen.) | Círculo Deportivo | Nueve de Abril, Buenos Aires                 |  |
| 17:00                           | - Tello 3' - Zaninovic 78' | Relatório                   | - Vedda 87'       | Estádio: Hugo Moyano Árbitro: Carlos Gariano |  |
|                                 |                            | Penalidades                 |                   |                                              |  |
| - J. González - Campo - Baglivo |                            | - Atlante - Ullúa - Astiz   |                   |                                              |  |

3–3 no placar agregado. Deportivo Camioneros venceu na disputa por pênaltis.
| 21 de janeiro de 2020 | Defensores de Pronunciamiento | 1 – 2 (4–4 agr.) | Crucero del Norte          | Pronunciamiento, Entre Ríos                          |  |
| 21:30                 | - Rodríguez 90+2'             | Relatório        | - Motta 35' - Klusener 65' | Estádio: Delio Esteban Cardozo Árbitro: Nahuel Viñas |  |

4–4 no placar agregado. Defensores de Pronunciamiento venceu pela regra do gol fora de casa.
| 21 de janeiro de 2020 | Güemes (SdE)    | 1 – 1 (3–3 agr.) | Central Norte   | Santiago del Estero, Santiago del Estero          |  |
| 22:00                 | - Montiglio 86' | Relatório        | - Arriola 90+2' | Estádio: Arturo Miranda Árbitro: Luis Lobo Medina |  |

3–3 no placar agregado. Güemes venceu pela regra do gol fora de casa.
| 22 de janeiro de 2020 | Deportivo Maipú | 1 – 3 (1–4 agr.) | Huracán Las Heras               | Maipú, Mendoza                                         |  |
| 21:40                 | - Nasta 26'     | Relatório        | - Lucero 50', 81' - Herrera 76' | Estádio: Omar Higinio Sperdutti Árbitro: Mario Ejarque |  |

Huracán Las Heras venceu por 4–1 no placar agregado.
| 22 de janeiro de 2020 | Villa Mitre       | 1 – 0 (3–2 agr.) | Sansinena | Bahía Blanca, Buenos Aires              |  |
| 21:00                 | - Escobares 90+5' | Relatório        |           | Estádio: El Fortín Árbitro: Bruno Bocca |  |

Villa Mitre venceu por 3–2 no placar agregado.
| 31 de janeiro de 2020 | Ferro Carril Oeste (GP) | 1 – 1 (1–1 agr.) | Cipolletti   | General Pico, La Pampa                                       |  |
| 21:30                 | - Canuhé 59'            | Relatório        | - Trecco 27' | Estádio: El Coloso de Barrio Talleres Árbitro: Lucas Novelli |  |

1–1 no placar agregado. Cipolletti venceu pela regra do gol fora de casa.
| 4 de fevereiro de 2020 | Boca Unidos   | 1 – 0 (3–1 agr.) | San Martín (F) | Corrientes, Corrientes                           |  |
| 21:00                  | - Morales 50' | Relatório        |                | Estádio: Leoncio Benítez Árbitro: Cesar Ceballos |  |

Boca Unidos venceu por 3–1 no placar agregado.
| 4 de fevereiro de 2020 | Chaco For Ever  | 1 – 0 (2–1 agr.) | Sarmiento (R) | Resistencia, Chaco                                   |  |
| 22:00                  | - Santa Cruz 8' | Relatório        |               | Estádio: Juan Alberto García Árbitro: Carlos Córdoba |  |

Chaco For Ever venceu por 2–1 no placar agregado.
| 5 de fevereiro de 2020 | Douglas Haig     | 1 – 0 (1–0 agr.) | Defensores de Belgrano (VR) | Pergamino, Buenos Aires                         |  |
| 17:00                  | - Bastianini 80' | Relatório        |                             | Estádio: Miguel Morales Árbitro: Carlos Gariano |  |

Douglas Haig venceu por 1–0 no placar agregado.
| 5 de fevereiro de 2020 | Unión (S) | 0 – 1     | Sportivo Belgrano | Sunchales, Santa Fe                                     |  |
| 20:00                  |           | Relatório | - Strada 67'      | Estádio: La Fortaleza del Bicho Árbitro: Rodrigo Rivero |  |

Sportivo Belgrano venceu por 2–0 no placar agregado.
| 19 de fevereiro de 2020 | Sportivo Las Parejas | 1 – 2     | Estudiantes (SL)          | Las Parejas, Santa Fe    |  |
| 20:00                   | - Ortigoza 69'       | Relatório | - Amieva 1' - Quiroga 45' | Estádio: 4 de Septiembre |  |

Estudiantes de San Luis venceu por 3–2 no placar agregado.
| 19 de fevereiro de 2020 | Sportivo Peñarol                                    | 4 – 1     | Desamparados | Chimbas, San Juan                               |  |
| 21:45                   | - Cantero 9', 71' - Fernández 45+2' - Navarrete 61' | Relatório | - Lastra 45' | Estádio: Ramón Pablo Rojas Árbitro: Pablo Núñez |  |

Sportivo Peñarol venceu por 5–1 no placar agregado.